# Uvaria macgregorii
Uvaria macgregorii är en kirimojaväxtart som beskrevs av Elmer Drew Merrill. Uvaria macgregorii ingår i släktet Uvaria och familjen kirimojaväxter. Inga underarter finns listade i Catalogue of Life.